# Calima
La calima è un particolare fenomeno atmosferico delle isole Canarie, in particolare quelle più orientali quali Fuerteventura, Lanzarote e Gran Canaria.
È un vento di scirocco proveniente da sud est, dal vicino Sahara, causato dalla formazione di un'area di alta pressione nel Nordafrica. Questo vento porta con sé, oltre all'aria calda africana, anche polvere e sabbia, che produce una foschia costante e il repentino innalzamento delle temperature che si stabilizzano, per tutta la durata del fenomeno, intorno ai 40°.
La polvere giallastra è molto fine e riesce a passare da porte e finestre chiuse mentre, all'esterno, la visibilità si riduce quasi a zero e l'aria si fa pesante, con la possibilità d'avere la pioggia "rossa". Il fenomeno è abbastanza frequente, anche se generalmente è limitato ai mesi primaverili e estivi.
Gli effetti della calima normalmente si fermano nel cuore dell'Oceano Atlantico anche se in qualche occasione, quando il fenomeno è notevolmente intenso, riescono ad arrivare nei Caraibi.
Nel corso dei millenni la calima è stata il principale artefice della creazione di particolari ecosistemi, diventati mete turistiche, quali le Dune di Corralejo a Fuerteventura e le Dune di Maspalomas nell'isola di Gran Canaria.